# سيوداد ديل استي
سيوداد ديل استي (بالإنجليزية: Ciudad del Este)‏ هي مدينة، تتبع Ciudad del Este District ‏، هي عاصمة ألتو بارانا، وCiudad del Este District ‏، بلغ عدد سكانها 320782 نسمة، في 2008، تبلغ مساحتها 104000000 متر مربع، رمزها البريدي هو 7000.

## المناخ
يظهر الجدول التالي التغييرات المناخية على مدار السنة لسيوداد ديل استي:
| البيانات المناخية لـسيوداد ديل استي | البيانات المناخية لـسيوداد ديل استي | البيانات المناخية لـسيوداد ديل استي | البيانات المناخية لـسيوداد ديل استي | البيانات المناخية لـسيوداد ديل استي | البيانات المناخية لـسيوداد ديل استي | البيانات المناخية لـسيوداد ديل استي | البيانات المناخية لـسيوداد ديل استي | البيانات المناخية لـسيوداد ديل استي | البيانات المناخية لـسيوداد ديل استي | البيانات المناخية لـسيوداد ديل استي | البيانات المناخية لـسيوداد ديل استي | البيانات المناخية لـسيوداد ديل استي | البيانات المناخية لـسيوداد ديل استي |
| الشهر                               | يناير                               | فبراير                              | مارس                                | أبريل                               | مايو                                | يونيو                               | يوليو                               | أغسطس                               | سبتمبر                              | أكتوبر                              | نوفمبر                              | ديسمبر                              | المعدل السنوي                       |
| ----------------------------------- | ----------------------------------- | ----------------------------------- | ----------------------------------- | ----------------------------------- | ----------------------------------- | ----------------------------------- | ----------------------------------- | ----------------------------------- | ----------------------------------- | ----------------------------------- | ----------------------------------- | ----------------------------------- | ----------------------------------- |
| الدرجة القصوى °م (°ف)               | 38.0 (100.4)                        | 38.8 (101.8)                        | 38.0 (100.4)                        | 35.0 (95.0)                         | 32.5 (90.5)                         | 31.2 (88.2)                         | 33.0 (91.4)                         | 33.4 (92.1)                         | 35.6 (96.1)                         | 37.0 (98.6)                         | 39.6 (103.3)                        | 40.2 (104.4)                        | 40.2 (104.4)                        |
| متوسط درجة الحرارة الكبرى °م (°ف)   | 31.7 (89.1)                         | 31.6 (88.9)                         | 30.8 (87.4)                         | 27.5 (81.5)                         | 24.6 (76.3)                         | 22.2 (72.0)                         | 23.0 (73.4)                         | 24.2 (75.6)                         | 25.8 (78.4)                         | 28.4 (83.1)                         | 30.1 (86.2)                         | 31.2 (88.2)                         | 27.6 (81.7)                         |
| المتوسط اليومي °م (°ف)              | 26.1 (79.0)                         | 25.8 (78.4)                         | 24.7 (76.5)                         | 21.5 (70.7)                         | 18.4 (65.1)                         | 16.3 (61.3)                         | 16.4 (61.5)                         | 17.6 (63.7)                         | 19.3 (66.7)                         | 22.1 (71.8)                         | 24.1 (75.4)                         | 25.6 (78.1)                         | 21.5 (70.7)                         |
| متوسط درجة الحرارة الصغرى °م (°ف)   | 21.1 (70.0)                         | 21.3 (70.3)                         | 20.1 (68.2)                         | 17.2 (63.0)                         | 13.6 (56.5)                         | 11.4 (52.5)                         | 11.3 (52.3)                         | 12.3 (54.1)                         | 13.8 (56.8)                         | 16.6 (61.9)                         | 18.3 (64.9)                         | 20.1 (68.2)                         | 16.4 (61.5)                         |
| أدنى درجة حرارة °م (°ف)             | 10.5 (50.9)                         | 11.6 (52.9)                         | 7.5 (45.5)                          | 4.6 (40.3)                          | −0.2 (31.6)                         | 0.0 (32.0)                          | −3.0 (26.6)                         | −1.0 (30.2)                         | 0.8 (33.4)                          | 4.0 (39.2)                          | 6.4 (43.5)                          | 8.2 (46.8)                          | −3.0 (26.6)                         |
| الهطول مم (إنش)                     | 184.1 (7.25)                        | 154.2 (6.07)                        | 136.1 (5.36)                        | 140.7 (5.54)                        | 132.3 (5.21)                        | 131.9 (5.19)                        | 90.6 (3.57)                         | 115.0 (4.53)                        | 130.2 (5.13)                        | 176.0 (6.93)                        | 163.5 (6.44)                        | 139.9 (5.51)                        | 1٬694٫5 (66.71)                     |
| متوسط أيام هطول الأمطار (≥ 0.1 mm)  | 10                                  | 9                                   | 8                                   | 7                                   | 8                                   | 8                                   | 7                                   | 8                                   | 9                                   | 10                                  | 9                                   | 9                                   | 101                                 |
| متوسط الرطوبة النسبية (%)           | 75                                  | 77                                  | 77                                  | 80                                  | 83                                  | 84                                  | 79                                  | 77                                  | 75                                  | 74                                  | 72                                  | 72                                  | 77                                  |
| المصدر: NOAA                        |                                     |                                     |                                     |                                     |                                     |                                     |                                     |                                     |                                     |                                     |                                     |                                     |                                     |

## معرض صور

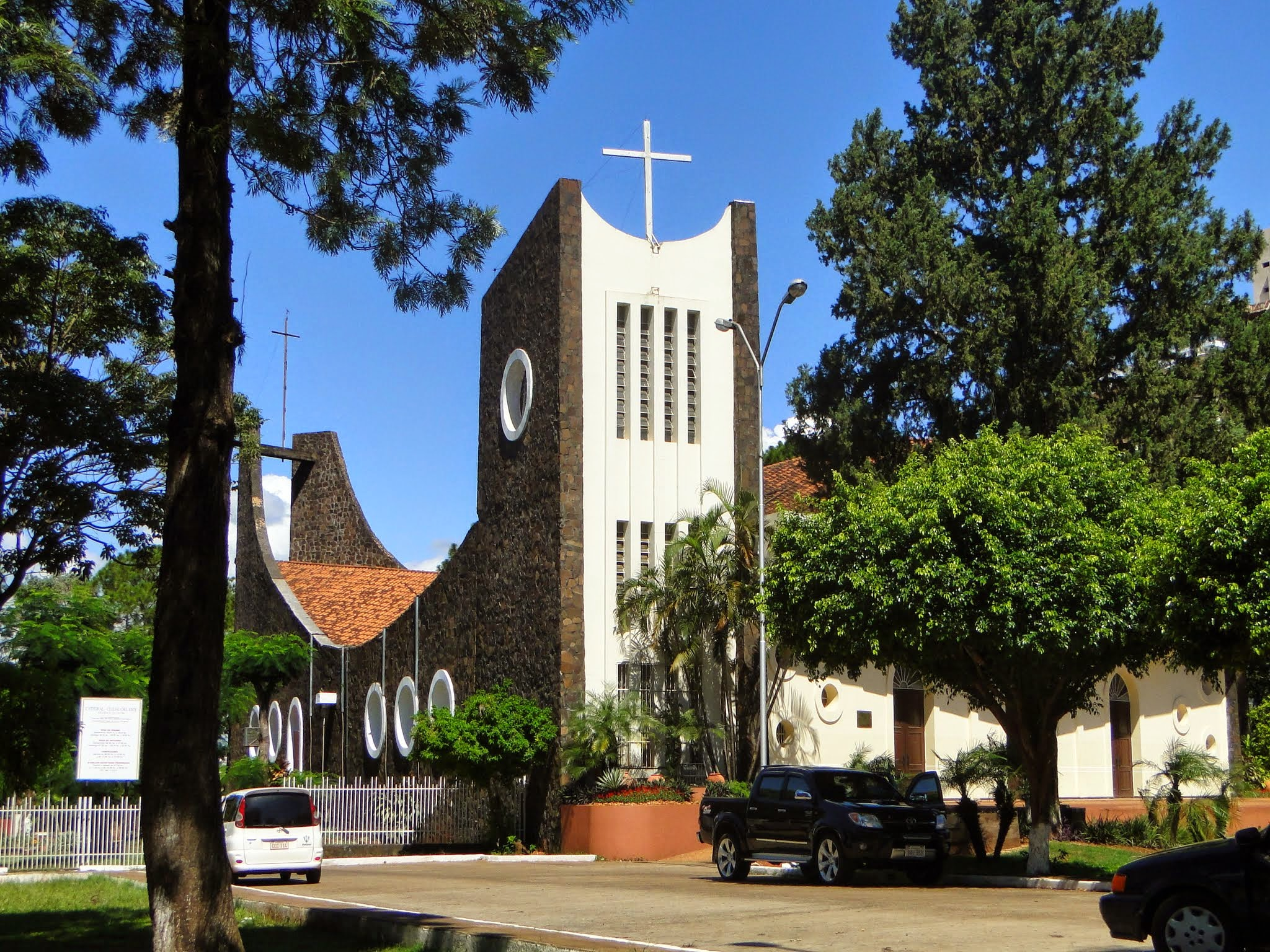
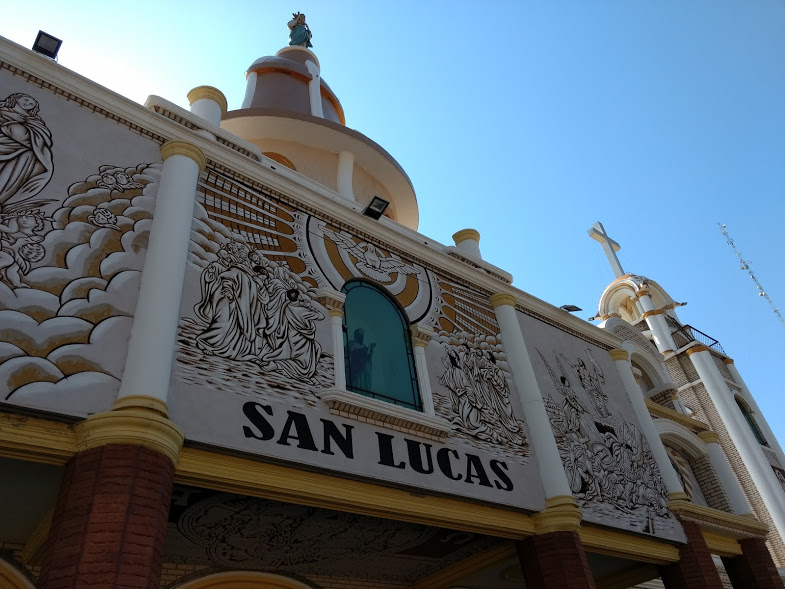
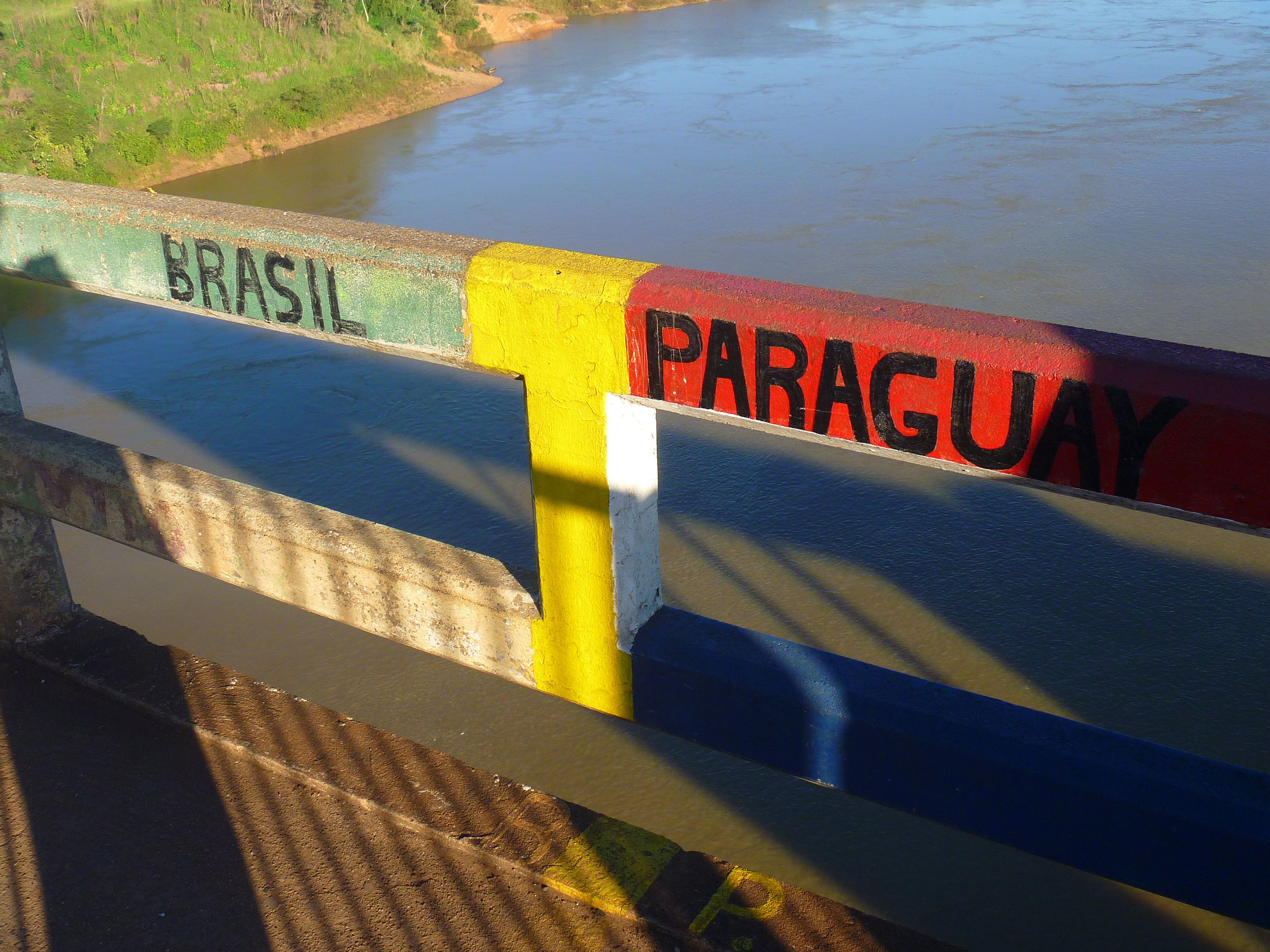
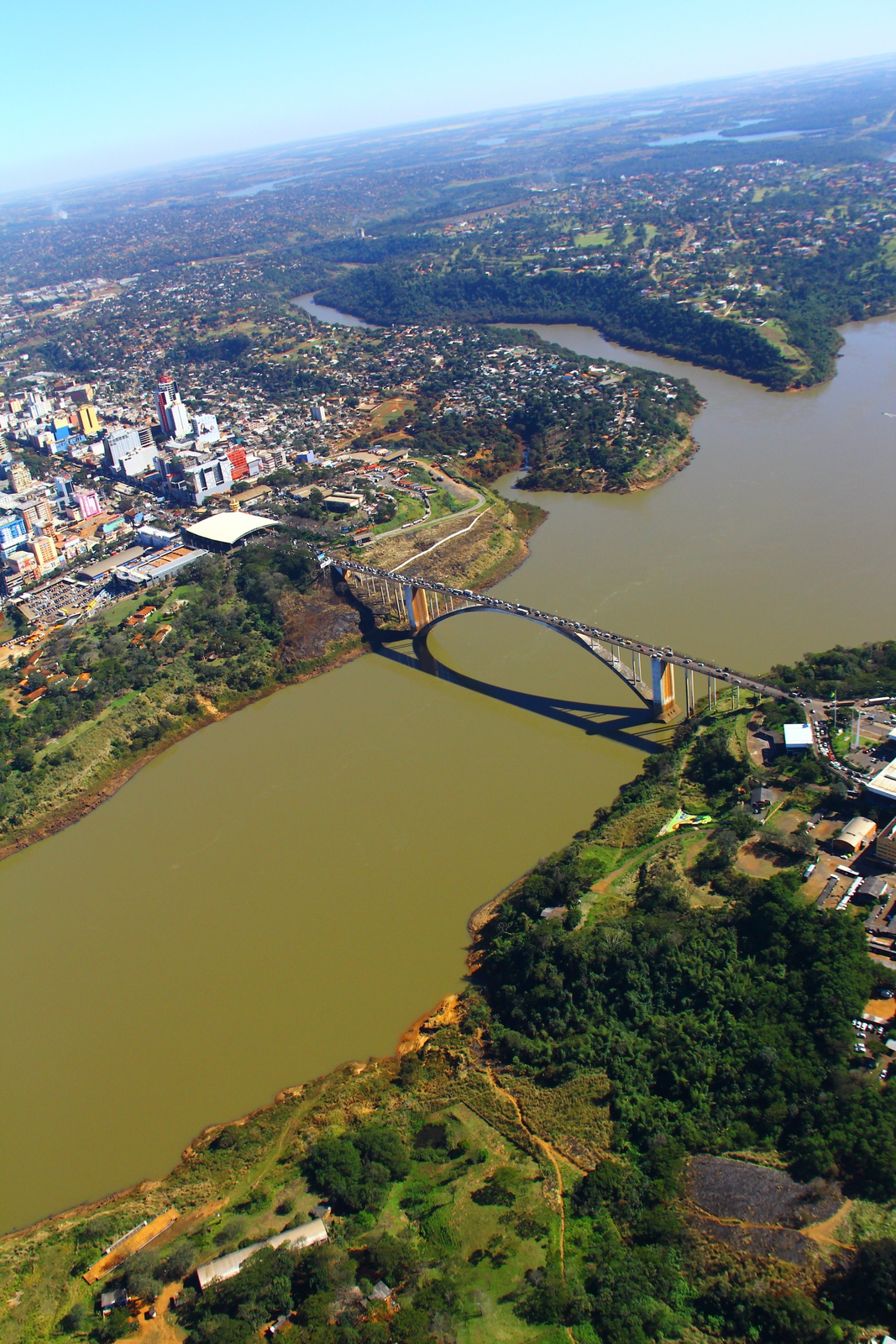
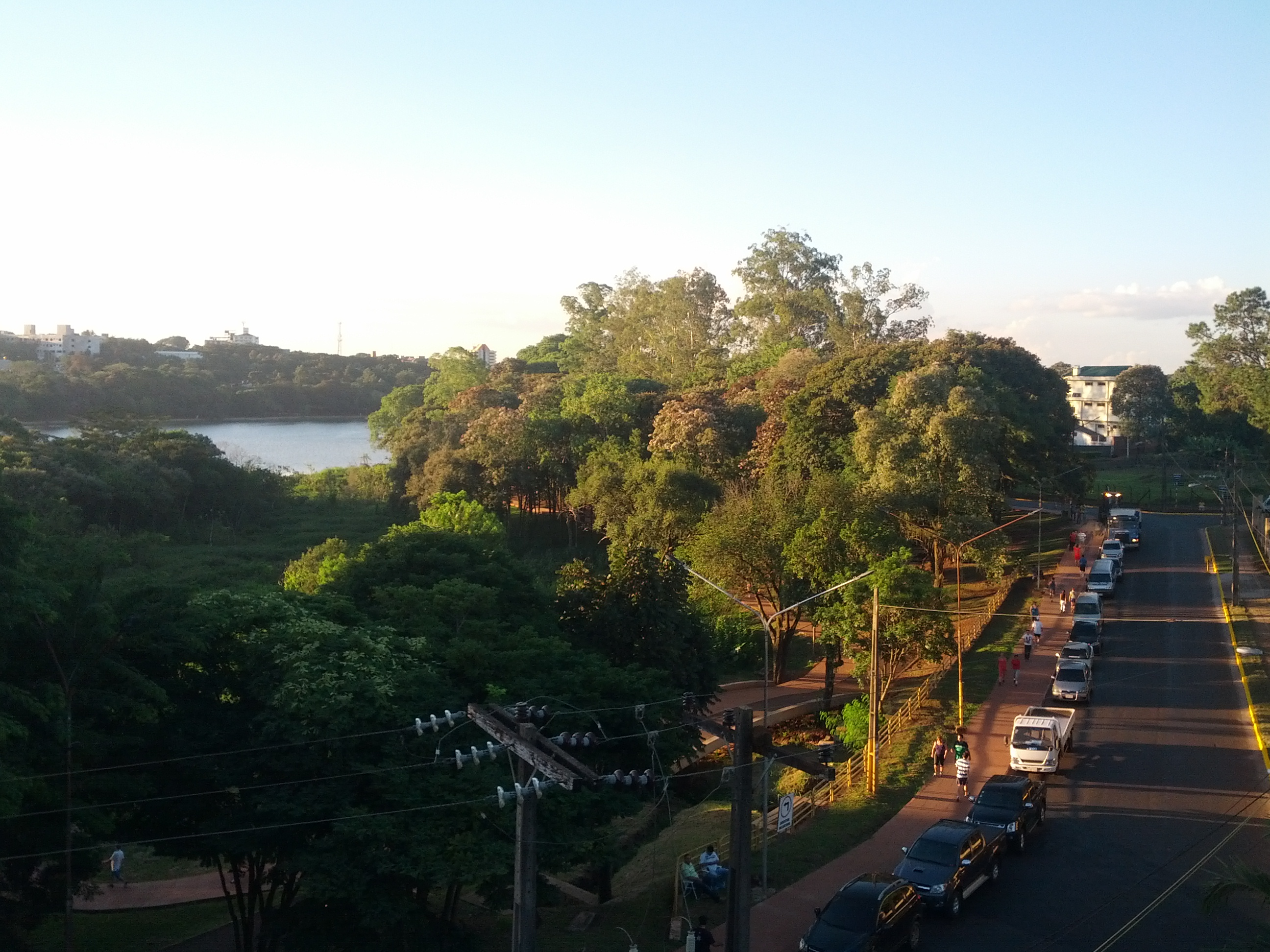
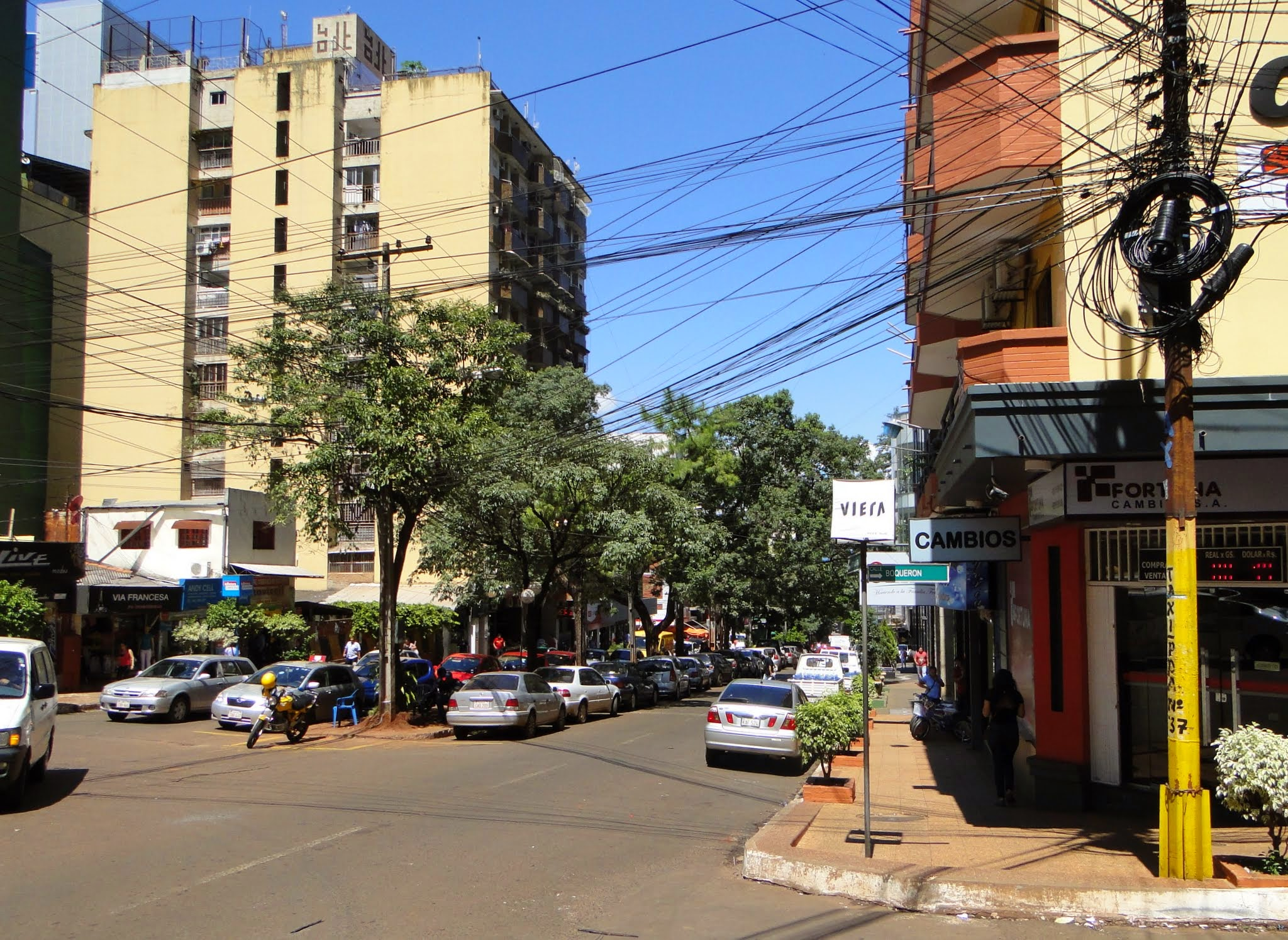

## أعلام
- فيدينسيو اوفييدو
- ديرليس أيالا
- روبن راميريز
- أكسل باخمان
- خوليو فيلالبا